# 알제리 슈퍼컵
알제리 슈퍼컵(كأس الجزائر الممتازة)은 알제리 리그 프로페시오넬 1의 우승팀과 알제리 컵 사이의 경기로 열리는 알제리 축구 대회이다. 초판은 1981년에 열렸고 1992년, 1994년, 1995년에 다시 열렸다. 이 대회는 2006년에도 다시 열렸지만 2007년 이후 다시 폐기되었으며 2013년에 다시 한 번 열렸다.
현재 최다 우승 보유팀은 2020년 11월에 열린 2019년 결승전에서 USM 알제를 꺾은 CR 벨루이즈다드이다. MC Alger는 대회에서 가장 성공적인 클럽으로 트로피를 세 번이나 획득했다.

## 같이 보기
- 알제리 리그 프로페시오넬 1
- 알제리컵